# Radwanice (Polkowice)
Pour les articles homonymes, voir Radwanice.
Radwanice est une localité polonaise et siège de la gmina de Radwanice, située dans le powiat de Polkowice en voïvodie de Basse-Silésie.

## Histoire
De 1742 à 1945, Wiesau fait partie de l'arrondissement de Glogau dans le district de Liegnitz au sein de la province de Silésie.